# Épreuves combinées aux Jeux olympiques (athlétisme)
Pour un article plus général, voir Athlétisme aux Jeux olympiques.
Les épreuves combinées en athlétisme figurent au programme des Jeux olympiques depuis 1904 et sont constituées aujourd'hui du décathlon chez les hommes, et de l'heptathlon chez les femmes.
Le décathlon fait son apparition au programme olympique lors des Jeux de 1904 à Saint-Louis, où se disputent dix épreuves qui ne composent habituellement pas la discipline. Absent lors de l'édition suivante, en 1908, il refait son apparition en 1912 et inclus les dix épreuves traditionnelles composant le décathlon. D'autres épreuves combinées masculines ont également fait partie du programme olympique : le triathlon en 1904 et le pentathlon de 1912 à 1924.
L'heptathlon féminin se déroule pour la première fois au cours des Jeux olympiques de 1984 à Los Angeles, prenant la suite du pentathlon, disputé de 1964 à 1980.
Avec deux médailles d'or remportées, les Américains Bob Mathias et Ashton Eaton ainsi que le Britannique Daley Thompson sont les athlètes les plus titrés au décathlon. La Belge Nafissatou Thiam possède elle trois titres olympiques dans l'épreuve de l'heptathlon.
Le record olympique du décathlon est actuellement détenu par le Canadien Damian Warner, qui réalise un total de 9 018 points lors des Jeux olympiques de 2020, à Tokyo. Le record olympique de l'heptathlon est détenu par Jackie Joyner-Kersee avec 7 291 points, établis lors des Jeux olympiques de 1988, à Séoul.

## Éditions
| Années | Années     | 96 | 00 | 04 | 08 | 12 | 20 | 24 | 28 | 32 | 36 | 48 | 52 | 56 | 60 | 64 | 68 | 72 | 76 | 80 | 84 | 88 | 92 | 96 | 00 | 04 | 08 | 12 | 16 | 20 | 24 | Total |
| ------ | ---------- | -- | -- | -- | -- | -- | -- | -- | -- | -- | -- | -- | -- | -- | -- | -- | -- | -- | -- | -- | -- | -- | -- | -- | -- | -- | -- | -- | -- | -- | -- | ----- |
| Hommes | Décathlon  |    |    |    |    | X  | X  | X  | X  | X  | X  | X  | X  | X  | X  | X  | X  | X  | X  | X  | X  | X  | X  | X  | X  | X  | X  | X  | X  | X  | X  | 26    |
| Hommes | Triathlon  |    |    | X  |    |    |    |    |    |    |    |    |    |    |    |    |    |    |    |    |    |    |    |    |    |    |    |    |    |    |    | 1     |
| Hommes | Pentathlon |    |    |    |    | X  | X  | X  |    |    |    |    |    |    |    |    |    |    |    |    |    |    |    |    |    |    |    |    |    |    |    | 3     |
| Femmes | Heptathlon |    |    |    |    |    |    |    |    |    |    |    |    |    |    |    |    |    |    |    | X  | X  | X  | X  | X  | X  | X  | X  | X  | X  | X  | 11    |
| Femmes | Pentathlon |    |    |    |    |    |    |    |    |    |    |    |    |    |    | X  | X  | X  | X  | X  |    |    |    |    |    |    |    |    |    |    |    | 5     |

## Hommes

### Historique

#### 1904
Les épreuves combinées d'athlétisme font leur première apparition aux Jeux olympiques de 1904, à Saint-Louis, sous la forme d'un décathlon et d'un triathlon. Les épreuves non traditionnelles composant ce décathlon étaient alors le 100 yards, le lancer du poids, le saut en hauteur, le 880 yards marche, le lancer du marteau, le saut à la perche, le 120 yards haies, le lancer de marteau lourd (56 livres), le saut en longueur et le 1 mile. L'épreuve est remporté par l'Irlandais Tom Kiely.
Le triathlon, disputé pour la seule fois dans l'histoire des Jeux olympiques, était composé du saut en longueur, le lancer du poids et une course sur 100 yards. L'Américain Max Emmerich remporte l'épreuve.

#### 1912-1936

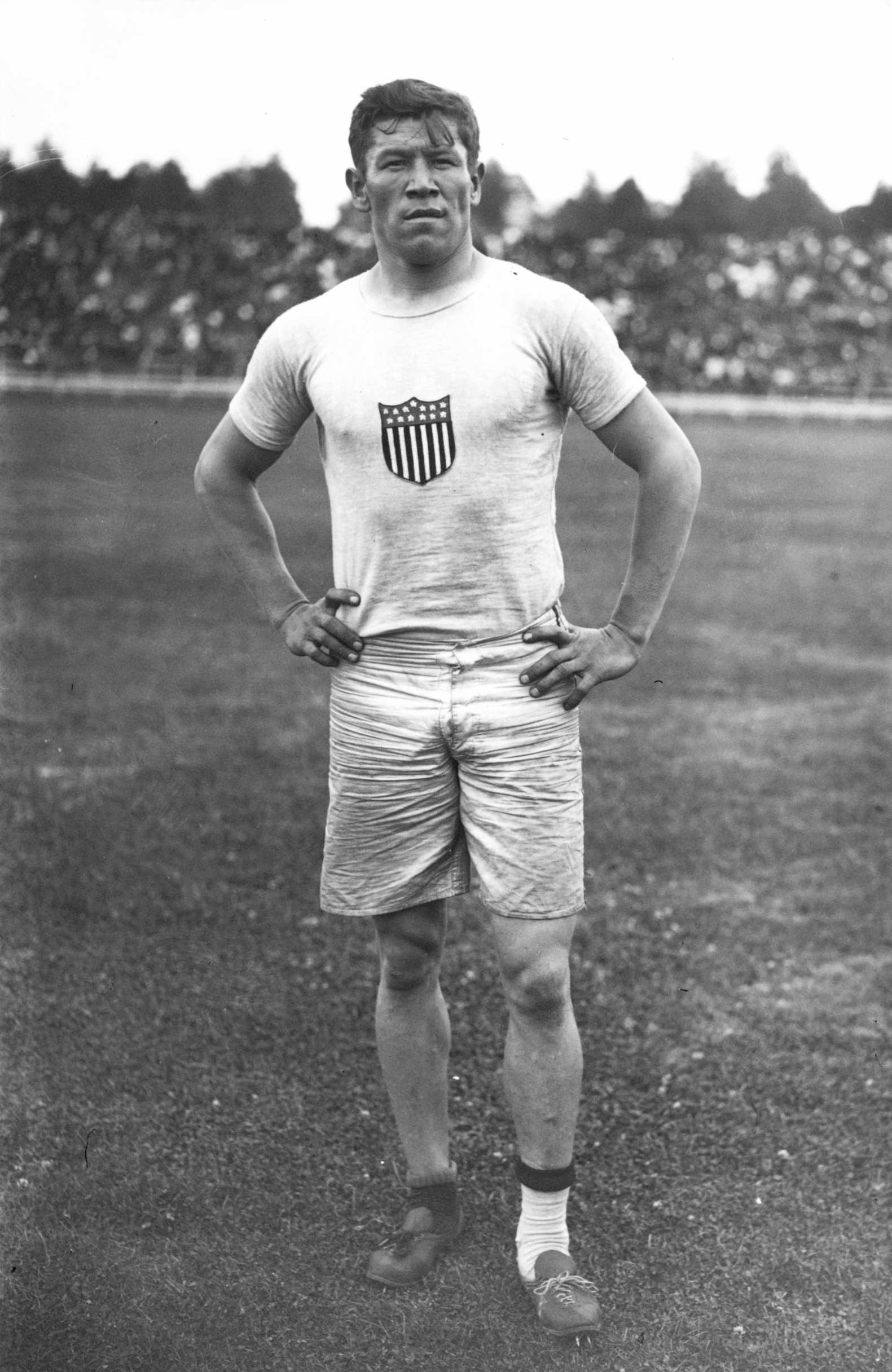
Jim Thorpe, champion olympique du décathlon en 1912.

Le décathlon composé de ses dix épreuves officielles (100 mètres, saut en longueur, lancer du poids, saut en hauteur, 400 mètres, 110 m haies, lancer du disque, saut à la perche, lancer du javelot et 1 500 mètres) apparait lors des Jeux olympiques de 1912. À Stockholm, l'Américain Jim Thorpe remporte le titre olympique avec un total de 8 412 pts (soit 6 565 pts à la table actuelle de cotation datant de 1985) en devançant très largement trois Suédois : Hugo Wieslander, Charles Lomberg et Gösta Holmér. Mais, en 1913, soupçonné d'avoir touché de l'argent dans des épreuves de baseball avant les Jeux, il est déchu de sa médaille d'or et radié à vie, le titre olympique revenant à Hugo Wieslander. En 1982, soit 29 ans après sa mort, Jim Thorpe sera rétabli dans le palmarès, Wieslander conservant cependant sa médaille d'or.

Le pentathlon a également fait partie du programme olympique de 1912 à 1924, les épreuves étaient le saut en longueur, le lancer du javelot, le 200 m, le lancer du disque et le 1500 m. En 1912, Jim Thorpe remporte le concours mais, comme pour l'épreuve du décathlon, il sera disqualifié puis réhabilité en 1982. Le Norvégien Ferdinand Bie conserve néanmoins sa médaille d'or. 

Mais, le 15 juillet 2022, le Comité international olympique décide d'attribuer à Jim Thorpe seul les médailles d'or du pentathlon et du décathlon des Jeux olympiques de 1912.
Huit ans plus tard, aux Jeux olympiques de 1920, à Anvers, le Norvégien Helge Løvland s'adjuge le titre olympique du décathlon avec un total de 6 803 pts (soit 5 803 pts à la table actuelle), devançant l'Américain Brutus Hamilton et le Suédois Bertil Ohlson.
Dans l'épreuve du pentathlon, le Finlandais Eero Lehtonen remporte le titre, devant l'Américain Everett Bradley et l'autre finlandais Hugo Lahtinen.
Lors des Jeux olympiques de 1924, à Paris, la victoire au décathlon revient à l'Américain Harold Osborn, titré par ailleurs dans l'épreuve du saut en hauteur, qui totalise 7 711 pts (soit 6 476 pts à la table actuelle) après les deux jours de compétition du décathlon, établissant un nouveau record du monde. il devance son compatriote Emerson Norton et l'Estonien Aleksander Klumberg, le premier détenteur officiel du record mondial en 1922.
Dans l'épreuve du pentathlon, Eero Lehtonen conserve son titre obtenu quatre ans plus tôt en devançant le Hongrois Elemér Somfay et l'Américain Robert LeGendre. Lors de l'épreuve du saut en longueur du pentathlon, LeGendre établit un nouveau record du monde avec 7,76 m.
Le Finlandais Paavo Yrjölä, qui a amélioré à deux reprises le record du monde du décathlon de Harold Osborn, porte ce record à 8 053 pts (soit 6 587 pts à la table actuelle) lors des Jeux olympiques de 1928, à Amsterdam. Il devance son compatriote Akilles Järvinen et l'Américain John Kenneth Doherty en faisant notamment la différence dans les deux dernières épreuves, le lancer du javelot et le 1 500 m, qu'il remporte.
En 1932, aux Jeux olympiques de Los Angeles, l'Américain James Bausch s'adjuge le titre olympique en établissant un nouveau record du monde. Il réalise 8 462 pts (soit 6 735 pts à la table actuelle) en faisant la différence dans la deuxième journée grâce à ses performances réalisées au lancer du disque et au saut à la perche. Akilles Järvinen, le favori de l'épreuve, se classe de nouveau deuxième, devant l'Allemand Wolrad Eberle.
L'Américain Glenn Morris remporte le décathlon des Jeux olympiques de 1936, à Berlin, en totalisant 7 900 pts (soit 7 254 pts à la table actuelle) : pour la quatrième fois consécutive, le record du monde est battu lors des Jeux olympiques. Il devance deux autres américains , Robert Clark médaillé d'argent et Jack Parker médaillé de bronze. L'Allemand Hans-Heinrich Sievert, champion d'Europe en 1934, ne participe pas à la compétition pour cause de blessure.

#### 1948-1964

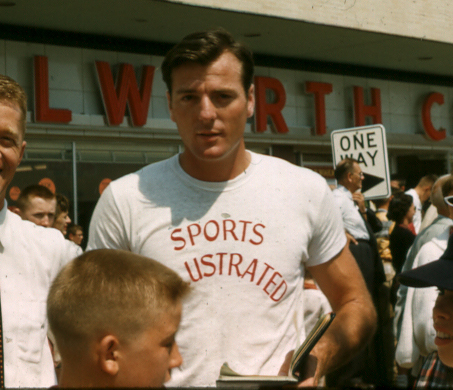
Bob Mathias, champion olympique en 1948 et 1952.

Lors des Jeux olympiques de 1948, à Londres, l'Américain Bob Mathias dispute seulement le troisième décathlon de sa carrière. À la lutte avec le Français Ignace Heinrich jusqu'à la dernière épreuve du 1 500 m, il remporte le titre olympique avec 7 139 pts (soit 6 628 pts à la table actuelle), devant Ignace Heinrich (6 974 pts) et l'Américain Floyd Simmons (6 950 pts), devenant à dix-sept ans et demi le plus jeune champion olympique en athlétisme.
Bob Mathias, qui a établi un nouveau record du monde un mois auparavant lors des sélections américaines, devient le premier athlète à conserver son titre olympique au décathlon. Lors des Jeux olympiques de 1952 à Helsinki, il totalise 7 887 pts après les dix épreuves (soit 7 589 pts à la table actuelle), améliorant son propre record du monde. Il devance largement ses compatriotes Milt Campbell, médaillé d'argent avec 6 975 pts et Floyd Simmons, qui obtient sa deuxième médaille de bronze consécutive avec 6 788 pts. Bob Mathias dispute à Helsinki le dernier décathlon de sa carrière.
En 1956, lors des Jeux olympiques de Melbourne, Milt Campbell remporte le titre olympique quatre ans après avoir obtenu la médaille d'argent. Il s'impose avec un total de 7 937 pts (soit 7 614 pts à la table actuelle) et devance largement son compatriote Rafer Johnson, détenteur du record du monde depuis 1955, qui monte sur la deuxième marche du podium avec 7 587 pts, et le Soviétique Vasiliy Kuznetsov, champion d'Europe en 1954, qui se classe troisième avec 7 465 pts.
Rafer Johnson est la favori des Jeux olympiques de 1960 après avoir amélioré une nouvelle fois le record du monde quelques semaines plus tôt lors des sélections américaines. À Rome, il s'impose avec 8 392 pts (soit 7 926 pts à la table actuelle), devant son partenaire d'entrainement et camarade d'université, le Taïwanais Yang Chuan-Kwang, médaillé d'argent avec 8 334 pts. Rafer Johnson, qui possédait 67 pts d'avance seulement sur Yang Chuan-Kwang avant la dernière épreuve du 1 500 m, parvient à conserver son avance en dépit d'un record personnel sur la distance qui était très inférieur à celui du Taïwanais. Vasiliy Kuznetsov obtient une nouvelle médaille de bronze avec 7 809 pts.
Aux Jeux olympiques de 1964, à Tokyo, l'Allemand Willi Holdorf devient le premier non-américain depuis 1928 à remporter le titre olympique du décathlon. Il s'impose avec un total de 7 887 pts (soit 7 726 pts à la table actuelle) et devance le Soviétique Rein Aun (7 842 pts) et l'autre allemand Hans-Joachim Walde (7 809 pts). Yang Chuan-Kwang, détenteur du record  du monde depuis 1963, se classe 5e du concours alors que Vasiliy Kuznetsov, qui a obtenu son troisième titre de champion d'Europe en 1962, termine à la 7e place.

#### 1968-1984

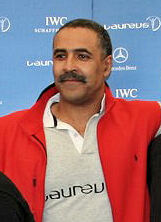
Daley Thompson, champion olympique en 1980 et 1984.

Le décathlon des Jeux olympiques de 1968, à Mexico, est remporté par l'Américain Bill Toomey avec un total de 8 193 pts (soit 8 144 pts à la table actuelle). Il creuse un écart décisif dès la première journée de la compétition en réalisant notamment 10 s 4 sur 100 m, 7,87 m au saut en longueur et 45 s 6 sur 400 m, la meilleure performance réalisée sur cette distance lors d'un décathlon. Il préserve son avance à la fin de la deuxième journée et devance finalement de 82 pts Hans-Joachim Walde et de 129 pts l'autre allemand Kurt Bendlin, alors détenteur du record du monde.
En 1972, lors des Jeux olympiques de Munich, le Soviétique Nikolay Avilov remporte le titre olympique et établit un nouveau record du monde avec 8 454 pts (soit 8 467 pts à la table actuelle), améliorant ou égalant sept de ses records personnels sur 10 épreuves. Le précédent record du monde était détenu depuis 1969 par Bill Toomey, désormais retraité des pistes. Nikolay Avilov devance de plus de 400 pts son compatriote Leonid Lytvynenko (8 035 pts) et le Polonais Ryszard Katus (7 984 pts). L'Est-Allemand Joachim Kirst, champion d'Europe en 1969 et 1971, est contraint à l'abandon lors de l'épreuve du 110 m haies après avoir chuté en percutant un obstacle.
L'Américain Bruce Jenner remporte le titre des Jeux olympiques de 1976, à Montréal en établissant un nouveau record du monde avec 8 618 pts (soit 8 634 pts à la table actuelle), record qu'il avait déjà amélioré à deux reprises, en 1975 puis en 1976 au cours des sélections olympiques américaines. L'Allemand de l'Ouest Guido Kratschmer obtient la médaille d'argent avec 8 411 pts alors que le tenant du titre Mykola Avilov s'adjuge la médaille de bronze avec 8 369 pts. Jenner améliore ses records personnels au saut en longueur, au lancer du poids, au saut en hauteur, et sur 400 m.
Aux Jeux olympiques de 1980, et en l'absence des américains et des allemands de l'Ouest pour cause de boycott, la victoire revient au Britannique Daley Thompson, qui a amélioré quelques mois plus tôt de 4 pts le record du monde de Bruce Jenner avant d'en être dépossédé peu après par Guido Kratschmer. À Moscou, Daley Thompson totalise 8 495 pts (soit 8 522 pts à la table actuelle) à l'issue des 10 épreuves et devance de 164 pts le Soviétique Yuriy Kutsenko et de 360 pts son compatriote Sergey Zhelanov.
En 1984, lors des Jeux olympiques de Los Angeles, Daley Thompson devient le deuxième athlète après Bob Mathias à remporter un second titre olympique du décathlon. Il s'impose avec un total de 8 798 pts (soit 8 847 pts à la table actuelle) et égale le record du monde qu'avait établi l'Allemand de l'Ouest Jürgen Hingsen trois mois auparavant. Ce dernier remporte la médaille d'argent avec 8 673 pts et devance deux autres allemands, Siegfried Wentz (8 412 pts) et Guido Kratschmer (8 326 pts) dans un concours marqué par l'absence des athlètes de la RDA et de l'URSS pour cause de boycott. En 1985, avec l'entrée en vigueur de la nouvelle table internationale du décathlon, Daley Thompson deviendra le seul détenteur du record mondial avec 8 847 pts.

#### 1988-2004

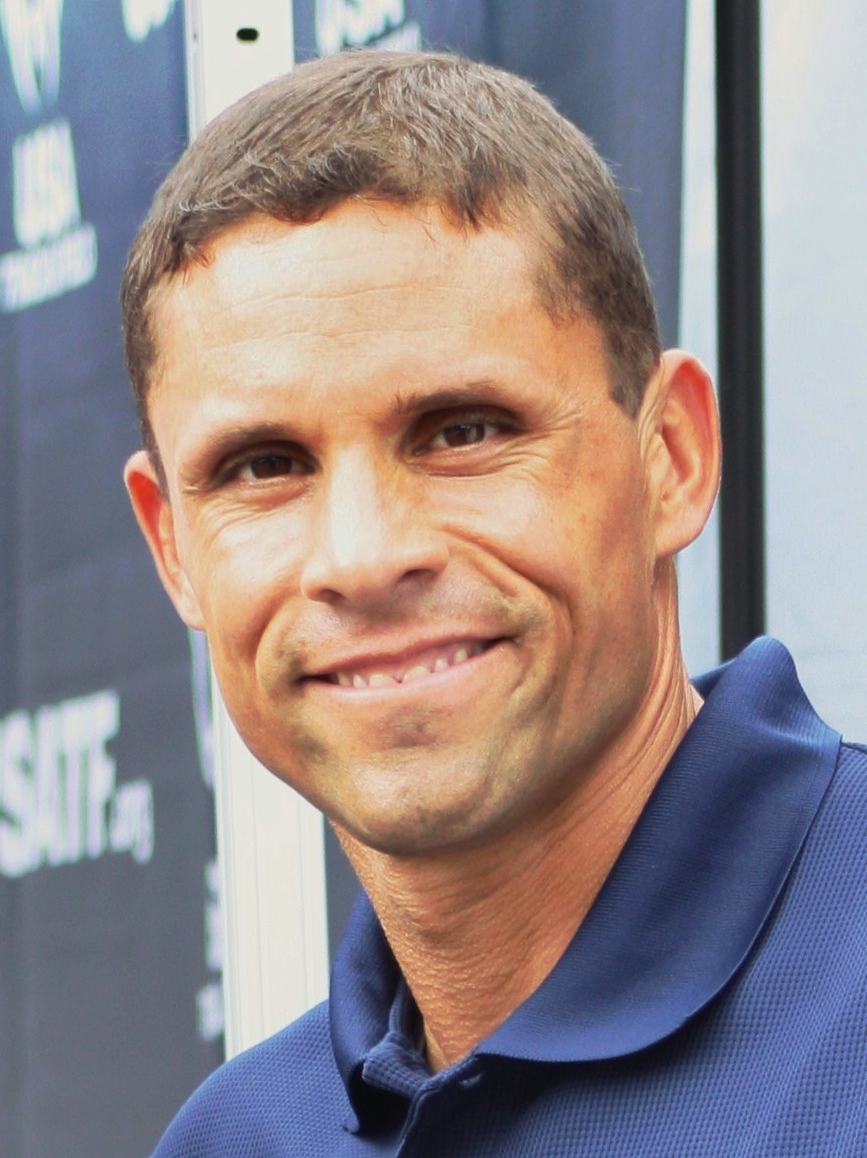
Dan O'Brien, champion olympique en 1996.

En 1988, lors des Jeux olympiques de Séoul, l'Est-Allemand Christian Schenk s'adjuge le titre olympique en améliorant cinq de ses records personnels et totalise 8 488 pts au terme des deux jours de compétition. Torsten Voss, champion du monde en 1987 à Rome, est médaillé d'argent avec 8 399 pts et le Canadien Dave Steen est médaillé de bronze avec 8 328 pts. Pour sa quatrième participation aux Jeux olympiques, le double tenant du titre Daley Thompson se classe 4e de l'épreuve avec 8 306 pts, devant le Français Christian Plaziat qui, longtemps en position de médaillé, établit une performance modeste lors du lancer du javelot pour finir avec 8 272 pts. Jürgen Hingsen, médaillé d'argent à Los Angeles, connait une désillusion dès la première épreuve du 100 m en étant éliminé après trois faux départs.
Quatre ans plus tard, aux Jeux olympiques de 1992, à Barcelone, et en l'absence de Christian Schenk, blessé, le Tchécoslovaque Robert Změlík crée la surprise en devenant champion olympique. Après avoir remporté les épreuves du saut en longueur et du 110 m haies, il réalise un total de 8 611 pts à la fin de la deuxième journée et devance l'Espagnol Antonio Peñalver, deuxième avec 8 412 pts, et l'Américain Dave Johnson, troisième avec 8 309 pts. L'Américain Dan O'Brien, champion du monde en 1991, est absent de la compétition après avoir échoué aux sélections olympiques américaines en essuyant trois échecs au saut à la perche. Il établira le nouveau record du monde du décathlon quelques semaines après ces Jeux.
Dan O'Brien, qui a obtenu en 1995 son troisième titre consécutif de champion du monde et qui est invaincu depuis quatre ans, est le favori du décathlon des Jeux olympiques de 1996, à Atlanta. L'Américain remporte la médaille d'or avec 8 824 pts, à 67 pts de son record du monde, et devance l'Allemand Frank Busemann qui améliore cinq de ses records personnels, réalisant notamment 8,07 m au saut en longueur, pour s'adjuger la médaille d'argent avec 8 706 pts. Le Tchèque Tomáš Dvořák complète le podium avec 8 664 pts. Ce concours est l'un des plus relevé de l'histoire du décathlon avec six athlètes au-delà des 8 500 pts, 16 au-delà des 8 200 pts, et 22 au-delà des 8 000 pts.
En 2000, l'Estonien Erki Nool, champion d'Europe en 1998, remporte le titre des Jeux olympiques de Sydney avec 8 641 pts, devant le Tchèque Roman Šebrle (8 606 pts) et l'Américain Chris Huffins (8 595 pts). Tomáš Dvořák, nouveau détenteur du record du monde et champion du monde en 1997 et 1999, se classe 6e du concours, gêné par une blessure au genou.
Lors des Jeux olympiques de 2004, à Athènes, Roman Šebrle obtient la consécration olympique après avoir fixé le record du monde à 9 026 pts en 2001, devenant le premier décathlonien à plus de 9 000 pts.  Au terme des deux journées de compétition au cours desquelles il remporte le lancer du poids et le lancer du javelot, il totalise 8 893 pts et améliore le record olympique détenu depuis 1984 par Daley Thompson. Il devance l'Américain Bryan Clay, médaillé d'argent avec 8 820 pts (record personnel) et le Kazakh Dmitriy Karpov, qui remporte la médaille de bronze en établissant un nouveau record d'Asie avec 8 725 pts. Erki Nool, le champion olympique en titre, termine à la 8e place.

#### Depuis 2008

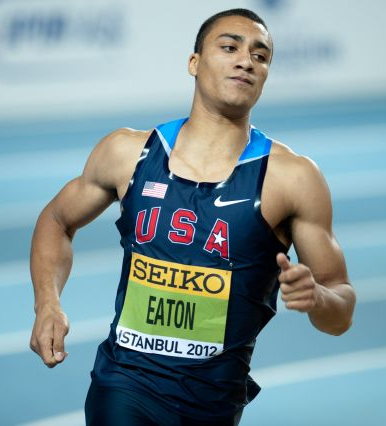
Ashton Eaton, champion olympique en 2012 et 2016.

Deuxième à Athènes, Bryan Clay s'adjuge le titre du décathlon lors des Jeux olympiques de 2008, à Pékin, en remportant quatre épreuves : le 100 m, le saut en longueur, le lancer du poids et le lancer du disque. Il établit un total de 8 791 pts à l'issue de la deuxième journée et devance le Biélorusse Andrei Krauchanka, deuxième avec 8 551 pts, et le Cubain Leonel Suárez, qui établit un nouveau record national avec 8 527 pts. Le Russe Aleksandr Pogorelov, initialement 4e du concours, est disqualifié pour dopage en 2016. Le tenant du titre Roman Šebrle, champion du monde en 2007, se classe 5e de l'épreuve, juste derrière le Français Romain Barras.
Nouveau détenteur du record du monde après avoir réalisé 9 039 pts quelques semaines plus tôt lors des sélections olympiques américaines, l'Américain Ashton Eaton remporte le décathlon des Jeux olympiques de 2012, à Londres, son premier titre international majeur, avec le score de 8 869 pts, après s'être imposé dans trois des dix épreuves (100 m, saut en longueur et 400 m). Il devance son compatriote Trey Hardee, champion du monde en 2009 et 2011, qui termine deuxième avec 8 671 pts, et le Cubain Leonel Suárez (8 523 pts), qui obtient sa deuxième médaille de bronze consécutive.
Ashton Eaton devient le troisième athlète de l'histoire après Bob Mathias et Daley Thompson à remporter un deuxième titre olympique dans cette discipline. Favori des Jeux olympiques de 2016, à Rio de Janeiro, après avoir notamment décroché les titres de champion du monde en 2013 et 2015, et après avoir porté son propre record du monde à 9 045 pts en 2015, il remporte le saut en longueur (7,94 m) et le 400 m (46 s 07), et totalise 8 893 pts au terme des dix épreuves, égalant le record olympique détenu depuis 2004 par Roman Šebrle. Médaillé d'argent, le Français Kevin Mayer, qui s'impose au lancer du poids et du saut à la perche, établit un nouveau record national avec 8 834 pts. Le Canadien Damian Warner obtient la médaille de bronze avec 8 666 pts.
En 2021, le concours du décathlon des Jeux olympiques de Tokyo est remporté par Damian Warner. Auteur de deux performances remarquables dès les deux premières épreuves (10 s 12 sur 100 m et 8,24 m au saut en longueur, records de ces épreuves aux Jeux olympiques), il conclut sa première journée avec 4 722 points et compte près de 100 points d'avance sur l'Australien Ashley Moloney, deuxième, et près de 400 points d'avance sur Kevin Mayer, champion du monde en 2017, qui réalise plusieurs contre-performances, sauf au saut en hauteur (2,08 m contre 2,02 m pour Warner). le Canadien accroit son avance après les premières épreuves de la seconde journée, s'imposant notamment sur 110 m haies en 13 s 46 (record de l'épreuve aux Jeux olympiques), mais perdant des points au saut à la perche (4,90 m contre 5,20 m pour Mayer). Lors de l'avant-dernière épreuve du lancer du javelot, Kevin Mayer réalise 73,09 m et prend la seconde place du concours, mais reste néanmoins à près de 200 points de Warner qui accroit même son avance sur son adversaire à l'issue du 1 500 m. Damian Warner remporte le concours avec 9 018 points, devenant le quatrième décathlonien à plus de 9 000 points, et améliorant de 123 points le record olympique co-détenu par Roman Šebrle et Ashton Eaton. Kevin Mayer se classe deuxième avec 8 726 points et s'adjuge sa deuxième médaille d'argent olympique consécutive, devançant l'Australien Ashley Moloney qui bat son record personnel avec 8 649 points, après avoir notamment remporté les épreuves du saut en hauteur (2,11 m) et du 400 m (46 s 29). L'Allemand Niklas Kaul, champion du monde en 2019 à Doha, abandonne après quatre épreuves.

### Palmarès
L'équivalent des points avec la table actuelle du décathlon (1985) est indiqué entre parenthèses.
| Édition | Or                                         | Argent                                                                                  | Bronze                                          |
| ------- | ------------------------------------------ | --------------------------------------------------------------------------------------- | ----------------------------------------------- |
| 1912    | Jim Thorpe (USA) 8 412 pts (6 565 pts)     | Hugo Wieslander (SWE) 7 724 pts (5 966 pts) Charles Lomberg (SWE) 7 413 pts (5 722 pts) | Gösta Holmér (SWE) 7 347 pts (5 768 pts)        |
| 1920    | Helge Løvland (NOR) 6 803 pts (5 803 pts)  | Brutus Hamilton (USA) 6 771 pts (5 739 pts)                                             | Bertil Ohlson (SWE) 6 580 pts (5 640 pts)       |
| 1924    | Harold Osborn (USA) 7 711 pts (6 476 pts)  | Emerson Norton (USA) 7 350 pts (6 117 pts)                                              | Aleksander Klumberg (EST) 7 329 pts (6 057 pts) |
| 1928    | Paavo Yrjölä (FIN) 8 053 pts (6 587 pts)   | Akilles Järvinen (FIN) 7 931 pts (6 645 pts)                                            | John Doherty (USA) 7 706 pts (6 428 pts)        |
| 1932    | James Bausch (USA) 8 462 pts (6 735 pts)   | Akilles Järvinen (FIN) 8 292 pts (6 879 pts)                                            | Wolrad Eberle (GER) 8 030 pts (6 661 pts)       |
| 1936    | Glenn Morris (USA) 7 900 pts (7 254 pts)   | Robert Clark (USA) 7 601 pts (7 063 pts)                                                | Jack Parker (USA) 7 275 pts (6 760 pts)         |
| 1948    | Bob Mathias (USA) 7 139 pts (6 628 pts)    | Ignace Heinrich (FRA) 6 974 pts (6 559 pts)                                             | Floyd Simmons (USA) 6 950 pts (6 531 pts)       |
| 1952    | Bob Mathias (USA) 7 887 pts (6 589 pts)    | Milt Campbell (USA) 6 975 pts (6 986 pts)                                               | Floyd Simmons (USA) 6 788 pts (6 948 pts)       |
| 1956    | Milt Campbell (USA) 7 937 pts (7 614 pts)  | Rafer Johnson (USA) 7 587 pts (7 457 pts)                                               | Vasily Kuznetsov (URS) 7 465 pts (7 337 pts)    |
| 1960    | Rafer Johnson (USA) 8 392 pts (7 926 pts)  | Yang Chuan-Kwang (ROC) 8 334 pts (7 839 pts)                                            | Vasily Kuznetsov (URS) 7 809 pts (7 557 pts)    |
| 1964    | Willi Holdorf (EUA) 7 887 pts (7 726 pts)  | Rein Aun (URS) 7 842 pts (7 677 pts)                                                    | Hans-Joachim Walde (EUA) 7 809 pts (7 666 pts)  |
| 1968    | Bill Toomey (USA) 8 193 pts (8 144 pts)    | Hans-Joachim Walde (FRG) 8 111 pts (8 094 pts)                                          | Kurt Bendlin (FRG) 8 064 pts (8 071 pts)        |
| 1972    | Nikolay Avilov (URS) 8 454 pts (8 467 pts) | Leonid Lytvynenko (URS) 8 035 pts (7 970 pts)                                           | Ryszard Katus (POL) 7 984 pts (7 936 pts)       |
| 1976    | Bruce Jenner (USA) 8 618 pts (8 634 pts)   | Guido Kratschmer (FRG) 8 411 pts (8 407 pts)                                            | Nikolai Avilov (URS) 8 369 pts (8 378 pts)      |
| 1980    | Daley Thompson (GBR) 8 495 pts (8 522 pts) | Yuriy Kutsenko (URS) 8 331 pts (8 369 pts)                                              | Sergey Zhelanov (URS) 8 135 pts (8 135 pts)     |
| 1984    | Daley Thompson (GBR) 8 798 pts (8 847 pts) | Jürgen Hingsen (FRG) 8 673 pts (8 695 pts)                                              | Siegfried Wentz (FRG) 8 412 pts (8 416 pts)     |
| 1988    | Christian Schenk (GDR) 8 488 pts           | Torsten Voss (GDR) 8 399 pts                                                            | Dave Steen (CAN) 8 328 pts                      |
| 1992    | Robert Změlík (TCH) 8 611 pts              | Antonio Peñalver (ESP) 8 412 pts                                                        | Dave Johnson (USA) 8 309 pts                    |
| 1996    | Dan O'Brien (USA) 8 824 pts                | Frank Busemann (GER) 8 706 pts                                                          | Tomáš Dvořák (CZE) 8 664 pts                    |
| 2000    | Erki Nool (EST) 8 641 pts                  | Roman Šebrle (CZE) 8 606 pts                                                            | Chris Huffins (USA) 8 595 pts                   |
| 2004    | Roman Šebrle (CZE) 8 893 pts               | Bryan Clay (USA) 8 820 pts                                                              | Dmitriy Karpov (KAZ) 8 725 pts                  |
| 2008    | Bryan Clay (USA) 8 791 pts                 | Andrei Krauchanka (BLR) 8 551 pts                                                       | Leonel Suárez (CUB) 8 527 pts                   |
| 2012    | Ashton Eaton (USA) 8 869 pts               | Trey Hardee (USA) 8 671 pts                                                             | Leonel Suárez (CUB) 8 523 pts                   |
| 2016    | Ashton Eaton (USA) 8 893 pts               | Kevin Mayer (FRA) 8 834 pts                                                             | Damian Warner (CAN) 8 666 pts                   |
| 2020    | Damian Warner (CAN) 9 018 pts              | Kevin Mayer (FRA) 8 726 pts                                                             | Ashley Moloney (AUS) 8 649 pts                  |
| 2024    | Markus Rooth (NOR) 8 796 pts               | Leo Neugebauer (GER) 8 748 pts                                                          | Lindon Victor (GRN) 8 711 pts                   |

### Multiples médaillés
| Rang | Athlète            | Pays                                            | Période   | Or | Argent | Bronze | Total |
| ---- | ------------------ | ----------------------------------------------- | --------- | -- | ------ | ------ | ----- |
| 1    | Bob Mathias        | États-Unis                                      | 1948–1952 | 2  | 0      | 0      | 2     |
| 1    | Daley Thompson     | Grande-Bretagne                                 | 1980–1984 | 2  | 0      | 0      | 2     |
| 1    | Ashton Eaton       | États-Unis                                      | 2012–2016 | 2  | 0      | 0      | 2     |
| 4    | Milt Campbell      | États-Unis                                      | 1952–1956 | 1  | 1      | 0      | 2     |
| 4    | Rafer Johnson      | États-Unis                                      | 1956–1960 | 1  | 1      | 0      | 2     |
| 4    | Roman Šebrle       | Tchéquie                                        | 2000–2004 | 1  | 1      | 0      | 2     |
| 4    | Bryan Clay         | États-Unis                                      | 2004–2008 | 1  | 1      | 0      | 2     |
| 8    | Mykola Avilov      | Union soviétique                                | 1972–1976 | 1  | 0      | 1      | 2     |
| 8    | Damian Warner      | Canada                                          | 2016–2020 | 1  | 0      | 1      | 2     |
| 10   | Akilles Järvinen   | Finlande                                        | 1928–1932 | 0  | 2      | 0      | 2     |
| 10   | Kévin Mayer        | France                                          | 2016–2020 | 0  | 2      | 0      | 2     |
| 12   | Hans-Joachim Walde | Allemagne de l'Ouest Équipe unifiée d’Allemagne | 1964–1968 | 0  | 1      | 1      | 2     |
| 13   | Floyd Simmons      | États-Unis                                      | 1948–1952 | 0  | 0      | 2      | 2     |
| 13   | Vasily Kuznetsov   | Union soviétique                                | 1956–1960 | 0  | 0      | 2      | 2     |
| 13   | Leonel Suárez      | Cuba                                            | 2008–2012 | 0  | 0      | 2      | 2     |

### Records

#### Record olympique

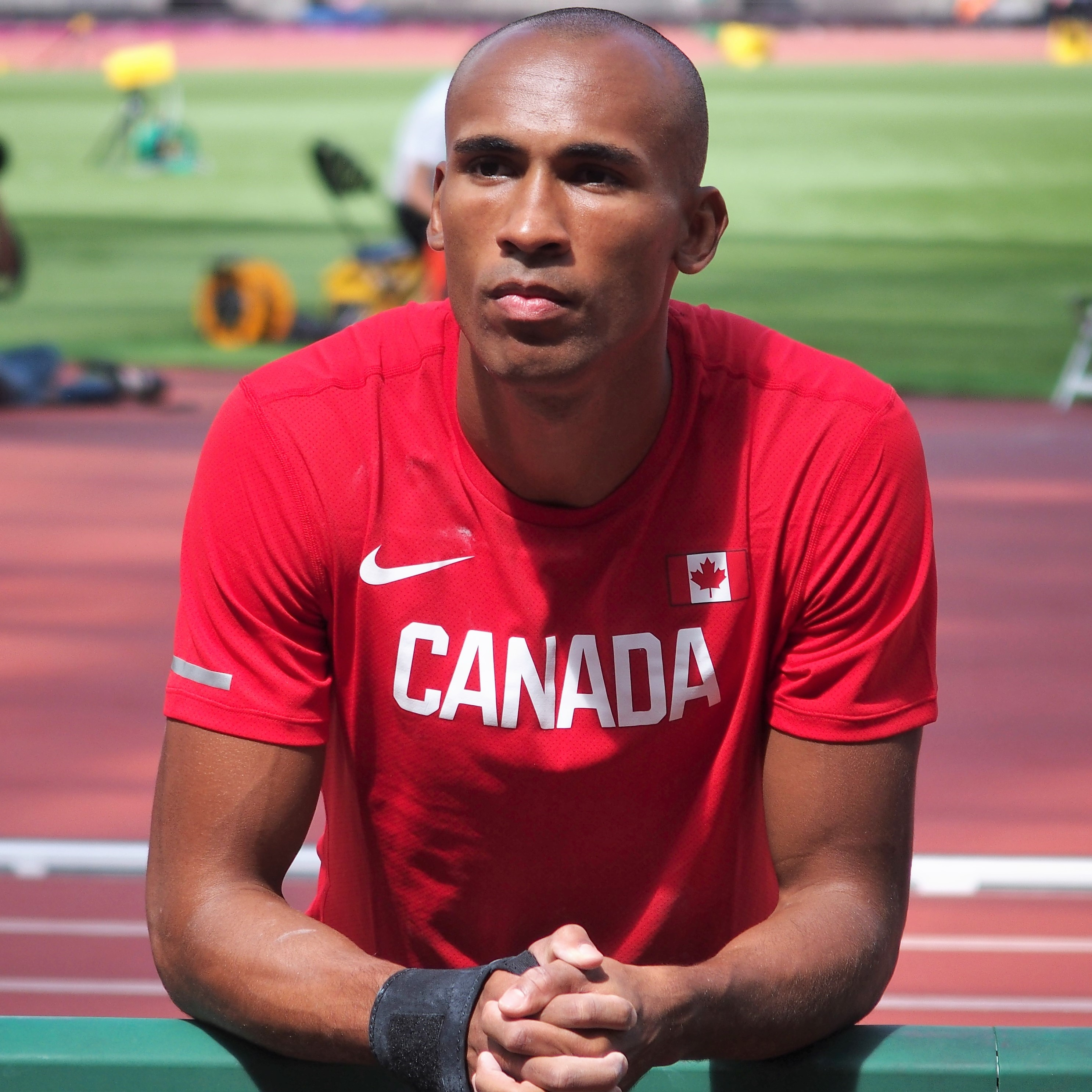
Damian Warner, détenteur du record olympique du décathlon (9018 pts).

| Total                       | Équivalence table actuelle | Athlète        | Lieu           | Date             | Record |
| --------------------------- | -------------------------- | -------------- | -------------- | ---------------- | ------ |
| Tables du décathlon de 1920 |                            |                |                |                  |        |
| 8 412 pts                   | 6 565 pts                  | Jim Thorpe     | Stockholm      | 15 juillet 1912  |        |
| 6 803 pts                   | 5 803 pts                  | Helge Løvland  | Anvers         | 20 août 1920     |        |
| 7 710 pts                   | 6 476 pts                  | Harold Osborn  | Paris          | 12 juillet 1924  | WR     |
| 8 053 pts                   | 6 587 pts                  | Paavo Yrjölä   | Amsterdam      | 4 août 1928      | WR     |
| 8 462 pts                   | 6 735 pts                  | James Bausch   | Los Angeles    | 6 août 1932      | WR     |
| 7 900 pts                   | 7 254 pts                  | Glenn Morris   | Berlin         | 8 août 1936      | WR     |
| Tables du décathlon de 1950 |                            |                |                |                  |        |
| 7 887 pts                   | 7 589 pts                  | Bob Mathias    | Helsinki       | 26 juillet 1952  | WR     |
| 7 937 pts                   | 7 614 pts                  | Milt Campbell  | Melbourne      | 30 novembre 1956 |        |
| 8 392 pts                   | 7 926 pts                  | Rafer Johnson  | Rome           | 6 septembre 1960 |        |
| Tables du décathlon de 1964 |                            |                |                |                  |        |
| 8 193 pts                   | 8 144 pts                  | Bill Toomey    | Mexico         | 19 octobre 1968  |        |
| 8 454 pts                   | 8 467 pts                  | Nikolay Avilov | Munich         | 8 septembre 1972 | WR     |
| 8 618 pts                   | 8 634 pts                  | Bruce Jenner   | Montréal       | 30 juillet 1976  | WR     |
| 8 798 pts                   | 8 847 pts                  | Daley Thompson | Los Angeles    | 9 août 1984      | WR     |
| Tables actuelles            |                            |                |                |                  |        |
| 8 893 pts                   | 8 893 pts                  | Roman Šebrle   | Athènes        | 24 août 2004     |        |
| 8 893 pts                   | 8 893 pts                  | Ashton Eaton   | Rio de Janeiro | 18 août 2016     |        |
| 9 018 pts                   | 9 018 pts                  | Damian Warner  | Tokyo          | 5 août 2021      |        |

#### Meilleures performances par épreuve aux Jeux olympiques
| Épreuve           | Performance  | Athlète           | Lieu    | Date              |
| ----------------- | ------------ | ----------------- | ------- | ----------------- |
| 100 m             | 10 s 12      | Damian Warner     | Tokyo   | 4 août 2021       |
| Saut en longueur  | 8,24 m       | Damian Warner     | Tokyo   | 4 août 2021       |
| Lancer du poids   | 16,97 m      | Mike Smith        | Atlanta | 31 juillet 1996   |
| Saut en hauteur   | 2,27 m       | Christian Schenk  | Séoul   | 28 septembre 1988 |
| 400 m             | 45 s 68      | Bill Toomey       | Mexico  | 18 octobre 1968   |
| 110 m haies       | 13 s 46      | Damian Warner     | Tokyo   | 5 août 2021       |
| Lancer du disque  | 53,79 m      | Bryan Clay        | Pékin   | 22 août 2008      |
| Saut à la perche  | 5,70 m       | Tim Bright        | Séoul   | 29 septembre 1988 |
| Lancer du javelot | 76,94 m      | Leonel Suárez     | Londres | 9 août 2012       |
| 1 500 m           | 4 min 5 s 90 | Leonid Lytvynenko | Munich  | 8 septembre 1972  |

## Femmes

### Historique

#### 1964-1980

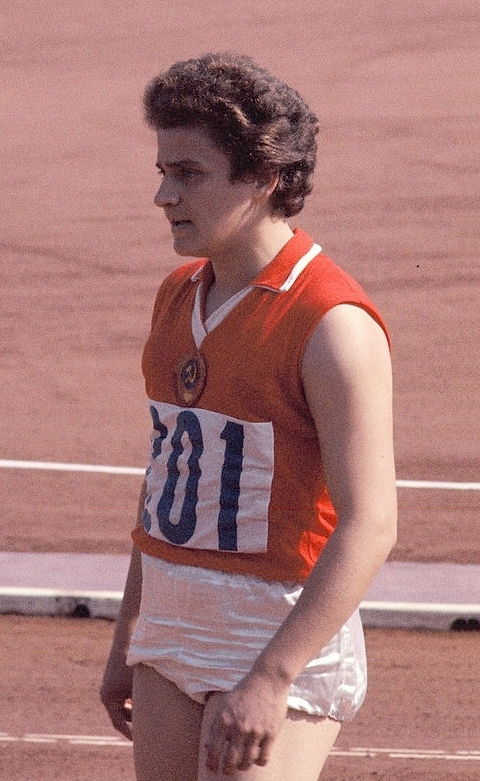
Irina Press, championne olympique du pentathlon en 1964.

La première compétition olympique féminine d'épreuves combinées en athlétisme se déroule à l'occasion des Jeux olympiques d'été de 1964, à Tokyo, sous la forme d'un pentathlon, dont les épreuves étaient dans l'ordre le 80 mètres haies, le lancer du poids, le saut en hauteur, le saut en longueur et le 200 mètres. Le concours est remporté par La Soviétique Irina Press, qui améliore son propre record du monde avec 5 246 pts. La Britannique Mary Rand, titrée quelques jours plus tôt au saut en longueur, se classe deuxième de l'épreuve avec 5 035 pts, devant la championne d'Europe en titre soviétique Galina Bystrova, troisième avec 4 956 pts.
Quatre ans plus tard, lors du pentathlon des Jeux olympiques de 1968, à Mexico, l'Ouest-allemande Ingrid Becker décroche le titre olympique en totalisant 5 098 pts au terme des cinq épreuves. L'Autrichienne Liese Prokop se classe deuxième avec 4 966 pts et la Hongroise Annamária Tóth troisième avec 4 959 pts.
Le 100 mètres haies remplace désormais le 80 mètres haies depuis les modifications apportées dans les tables du pentathlon en 1971. En 1972, aux Jeux olympiques de Munich, la Britannique Mary Peters décroche l'or olympique en établissant un nouveau record du monde avec 4 801 pts. Elle devance l'Ouest-allemande Heide Rosendahl, titrée quelques jours plus tôt dans l'épreuve individuelle du saut en longueur avec 6,78 m, et qui réalise un saut supérieur lors de ce pentathlon avec 6,83 m. L'Est-allemande Burglinde Pollak complète le podium.
Lors du pentathlon des Jeux olympiques de 1976 à Montréal, la favorite soviétique Nadiya Tkachenko, championne d'Europe en 1974, ne prend que la cinquième place de l'épreuve. Le podium est occupé par trois athlètes d'Allemagne de L'Est : Siegrun Siegl s'impose avec 4 745 pts, devant Christine Laser (4 745 pts) et Burglinde Pollak, détentrice du record du monde depuis 1973, qui réalise 4 740 pts.
Aux Jeux olympiques de 1980, le pentathlon féminin se dispute pour la cinquième et dernière fois, remplacé par l'heptathlon à partir de 1984. Le 800 mètres remplace le 200 mètres depuis 1977. À Moscou, Nadiya Tkachenko décroche la médaille d'or en établissant un nouveau record du monde avec 5 083 pts, devançant ses deux compatriotes soviétiques Olga Rukavishnikova et Olga Kuragina.

#### 1984-2004

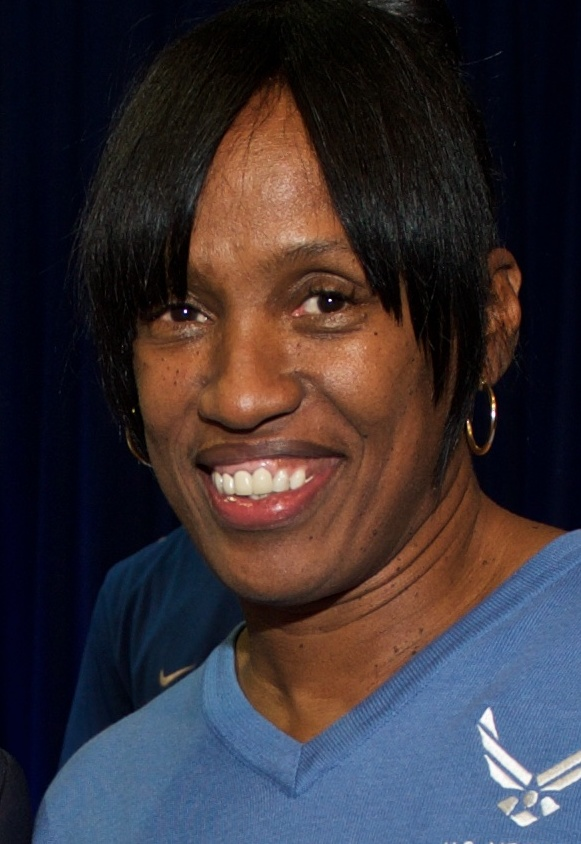
Jackie Joyner-Kersee, championne olympique de l'heptathlon en 1988 et 1992, et détentrice du record olympique.

L'heptathlon, composé du 100 mètres haies, du saut en hauteur, du lancer du poids, du 200 mètres, du saut en longueur, du lancer du javelot et du 800 mètres, succède au pentathlon à partir des Jeux olympiques de 1984, à Los Angeles. En l'absence pour cause de boycott des meilleures athlètes est-allemandes, parmi lesquelles figurent notamment Ramona Neubert, championne du monde en 1983, et Sabine John, alors détentrice du record du monde, le concours est remporté par l'Australienne Glynis Nunn qui réalise un total de 6 390 pts à l'issue des sept épreuves. L'Américaine Jackie Joyner-Kersee décroche l'argent avec 6 385 pts et l'Ouest-allemande Sabine Everts le bronze avec 6 363 pts.
Quatre ans plus tard, lors de l'heptathlon des Jeux olympiques de 1988 à Séoul, Jackie Joyner-Kersee, championne du monde en 1987, réalise 7 291 pts et améliore son propre record du monde, performance constituant encore aujourd'hui la meilleure marque planétaire de tous les temps. Elle remporte 4 épreuves (100 m haies, 200 m, saut en hauteur et saut en longueur) et réalise les performances suivantes : 12 s 69 sur 100 m haies, 1,86 m au saut en hauteur, 15,80 m au lancer du poids, 22 s 56 sur 200 m, 7,27 m au saut en longueur, 45,66 m au lancer du javelot et 2 min 8 s 51 sur 800 m. À près de 400 pts de l'Américaine, les Est-Allemandes Sabine John (6 897 pts) et Anke Behmer (6 858 pts) se classent respectivement deuxième et troisième du concours.
Jackie Joyner-Kersee conserve son titre olympique à l'occasion des Jeux de 1992, un an après avoir abandonné l'heptathlon des championnats du monde de Tokyo et laissé la victoire finale à l'Allemande Sabine Braun. À Barcelone, Joyner-Kersee dépasse une nouvelle fois la barrière des 7 000 pts en réalisant 7 044 pts au terme des sept épreuves. L'ex-soviétique Irina Belova s'empare de la médaille d'argent avec 6 845 pts, Sabine Braun s'adjugeant la médaille de bronze avec 6 649 pts.
Championne du monde un an plus tôt à Göteborg, la Syrienne Ghada Shouaa confirme son rang de favorite en remportant l'heptathlon des Jeux olympiques de 1996, à Atlanta, devenant la première athlète de son pays à remporter un titre olympique. Elle s'impose avec la marque de 6 780 pts après avoir dominé les épreuves du saut en hauteur, du lancer du poids et du lancer du javelot. Elle devance largement la Biélorusse Natallia Sazanovich, médaillée d'argent avec 6 563 pts, et la Britannique Denise Lewis, médaillée de bronze avec 6 489 pts.
Lors des Jeux olympiques de 2000 à Sydney, la Française Eunice Barber, championne du monde de l'heptathlon en 1999, doit abandonner la compétition après la cinquième épreuve du saut en longueur. La victoire finale revient à Denise Lewis qui réalise un total de 6 584 pts. La Russe Ielena Prokhorova se classe deuxième avec 6 531 pts, devant Natallia Sazanovich qui obtient le bronze après l'argent d'Atlanta avec 6 527 pts. Blessée, la tenante du titre Ghada Shouaa ne se participe pas aux compétitions.
Titrée lors des championnats du monde 2003 à Paris en devenant la troisième athlète au monde à dépasser la barrière des 7 000 pts, la Suédoise Carolina Klüft remporte l'heptathlon des Jeux olympiques de 2004, à Athènes, en réalisant un total de 6 952 pts après s'être imposée dans les épreuves du saut en hauteur et du saut en longueur. Loin de la Suédoise, la Lituanienne Austra Skujytė se classe deuxième avec 6 435 pts et la Britannique Kelly Sotherton troisième avec 6 424 pts, les deux athlètes améliorant leur record personnel. Denise Lewis, la tenante du titre, abandonne avant la sixième et avant dernière épreuve.

#### Depuis 2008

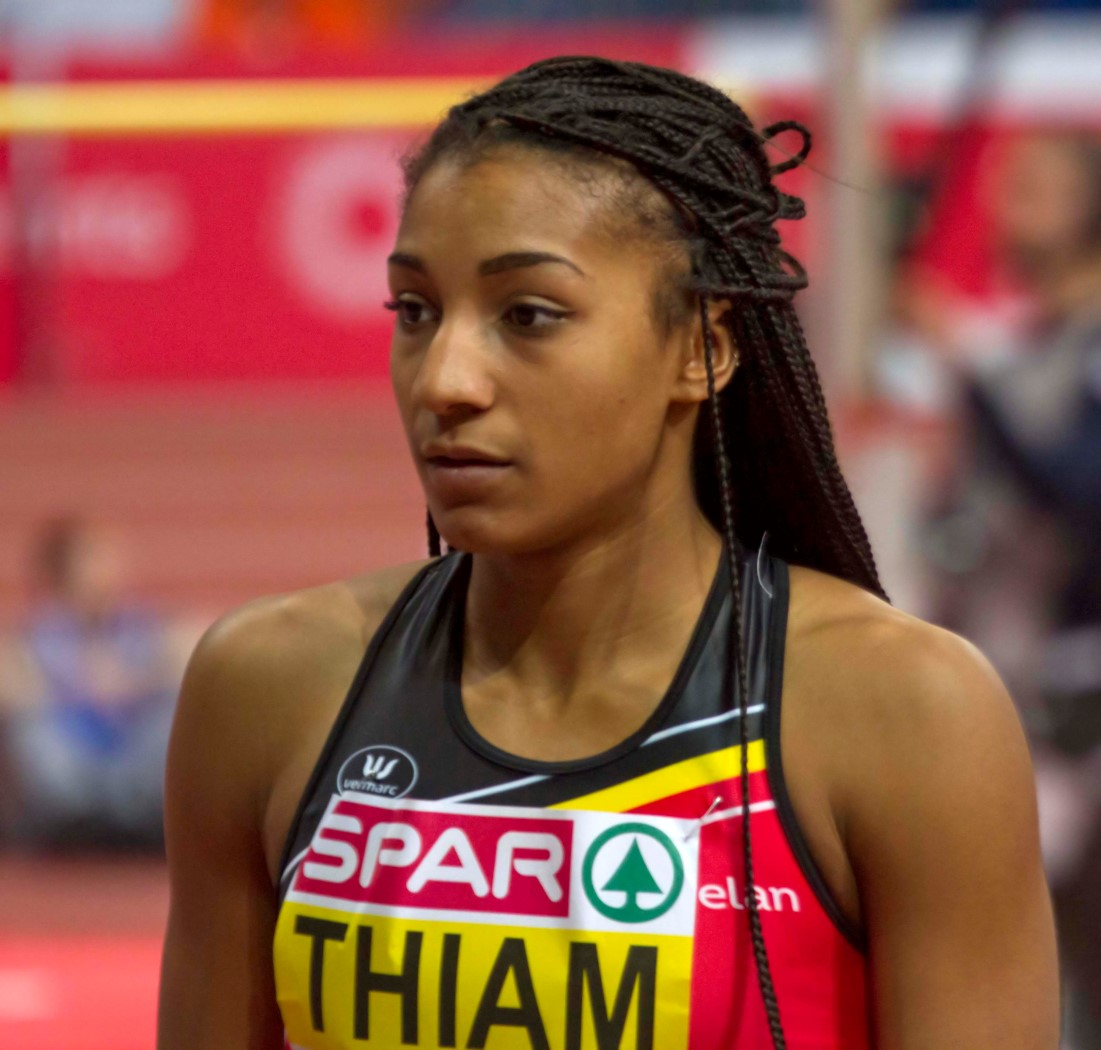
Nafissatou Thiam, triple championne olympique de l'heptathlon en 2016, 2021 et 2024

En 2008 à Pékin, l'Ukrainienne Nataliya Dobrynska remporte la médaille d'or de l'heptathlon en établissant un nouveau record personnel avec 6 744 points. Sa compatriote Lyudmyla Blonska, initialement deuxième du concours, est convaincue de dopage durant la compétition et est déchue de sa médaille d'argent, au profit de l'Américaine Hyleas Fountain. La Russe Tatyana Chernova, troisième du concours, est elle aussi convaincue de dopage en avril 2017 et disqualifiée. La Britannique Kelly Sotherton, initialement 5e, récupère par conséquent la médaille de bronze non attribuée.
Quatre ans plus tard à Londres, le titre olympique revient à la Britannique Jessica Ennis, double championne du monde en titre, avec un total de 6 955 points, plus haute performance aux JO depuis Jackie Joyner-Kersee en 1992. Elle bat de plus de 300 points l'Allemande Lilli Schwarzkopf, deuxième avec 6 649 points. Tatyana Chernova, initialement troisième du concours, est déclassée pour dopage en 2016, tout comme l'Ukrainienne Lyudmyla Yosypenko, initialement quatrième. En conséquence, la Lituanienne Austra Skujytė récupère la médaille de bronze.
Aux Jeux Olympiques de Rio de Janeiro en 2016, la Belge Nafissatou Thiam améliore son record personnel de plus de 300 points pour gagner la médaille d'or olympique avec 6 810 points, devant la tenante du titre Jessica Ennis-Hill et la championne du monde en salle canadienne Brianne Theisen-Eaton (épouse de Ashton Eaton, double champion olympique 2012 et 2016 du décathlon). Lors de cet heptathlon, Thiam bat notamment cinq records personnels sur les sept épreuves au programme et réussit à franchir 1,98 m à la hauteur, contre 1,97 m pour l'Espagnole Ruth Beitia, qui remporte le titre olympique de la spécialité lors de cette édition olympique.
En 2021, lors des Jeux olympiques de 2020, Nafissatou Thiam devient la deuxième athlète à remporter un deuxième titre olympique à l'heptathlon après Jackie Joyner-Kersee, titrée en 1988 et 1992. Elle s'impose dans les épreuves du saut en hauteur (1,92 m), du saut en longueur (6,60 m) et du lancer du javelot (54,68 m), et totalise 6 791 points à l'issue des sept disciplines. Les Néerlandaises Anouk Vetter et Emma Oosterwegel complètent le podium avec respectivement 6 689 pts et 6 590 pts, l'autre Belge Noor Vidts se classant quatrième avec 6 571 pts. La Britannique Katarina Johnson-Thompson, championne du monde en 2019 à Doha, se blesse durant l'épreuve du 200 m et abandonne la compétition.

### Palmarès

#### Pentathlon
Les épreuves composant le pentathlon étaient le 80 mètres haies (remplacé par le 100 mètres haies à compter de 1972), le lancer du poids, le saut en hauteur, le saut en longueur et le 200 mètres (remplacé par le 800 mètres en 1980).
| Édition | Or                                    | Argent                              | Bronze                          |
| ------- | ------------------------------------- | ----------------------------------- | ------------------------------- |
| 1964    | Irina Press (URS) 5 246 pts (WR)      | Mary Rand (GBR) 5 035 pts           | Galina Bystrova (URS) 4 956 pts |
| 1968    | Ingrid Mickler-Becker (FRG) 5 098 pts | Liese Prokop (AUT) 4 966 pts        | Annamária Tóth (HUN) 4 959 pts  |
| 1972    | Mary Peters 4 801 pts (WR)            | Heide Rosendahl 4 791 pts           | Burglinde Pollak 4 768 pts      |
| 1976    | Siegrun Siegl 4 745 pts               | Christine Laser 4 745 pts           | Burglinde Pollak 4 740 pts      |
| 1980    | Nadiya Tkachenko (URS) 5 083 pts (WR) | Olga Rukavishnikova (URS) 4 937 pts | Olga Kuragina (URS) 4 875 pts   |

#### Heptathlon
L'heptathlon se compose du 100 mètres haies, du saut en hauteur, du lancer du poids, du 200 mètres, du saut en longueur, du lancer du javelot et du 800 mètres
| Édition | Or                                        | Argent                                    | Bronze                                |
| ------- | ----------------------------------------- | ----------------------------------------- | ------------------------------------- |
| 1984    | Glynis Nunn (AUS) 6 390 pts               | Jackie Joyner-Kersee (USA) 6 385 pts      | Sabine Everts (FRG) 6 363 pts         |
| 1988    | Jackie Joyner-Kersee (USA) 7 291 pts (WR) | Sabine John (GDR) 6 897 pts               | Anke Behmer (GDR) 6 858 pts           |
| 1992    | Jackie Joyner-Kersee (USA) 7 044 pts      | Irina Belova (EUN) 6 845 pts              | Sabine Braun (GER) 6 649 pts          |
| 1996    | Ghada Shouaa (SYR) 6 780 pts              | Natallia Sazanovich (BLR) 6 563 pts       | Denise Lewis (GBR) 6 489 pts          |
| 2000    | Denise Lewis (GBR) 6 584 pts              | Ielena Prokhorova (RUS) 6 531 pts         | Natallia Sazanovich (BLR) 6 527 pts   |
| 2004    | Carolina Klüft (SWE) 6 952 pts            | Austra Skujytė (LTU) 6 435 pts            | Kelly Sotherton (GBR) 6 424 pts       |
| 2008    | Nataliya Dobrynska (UKR) 6 733 pts        | Hyleas Fountain (USA) 6 619 pts           | Kelly Sotherton (GBR) 6 517 pts       |
| 2012    | Jessica Ennis (GBR) 6 955 pts             | Lilli Schwarzkopf (GER) 6 649 pts         | Austra Skujytė (LTU) 6 599 pts        |
| 2016    | Nafissatou Thiam (BEL) 6 810 pts          | Jessica Ennis-Hill (GBR) 6 775 pts        | Brianne Theisen-Eaton (CAN) 6 653 pts |
| 2020    | Nafissatou Thiam (BEL) 6 791 pts          | Anouk Vetter (NED) 6 689 pts              | Emma Oosterwegel (NED) 6 590 pts      |
| 2024    | Nafissatou Thiam (BEL) 6 880 pts          | Katarina Johnson-Thompson (GBR) 6 848 pts | Noor Vidts (BEL) 6 707 pts            |

### Multiple médaillées
| Rang | Athlète              | Pays            | Période   | Or | Argent | Bronze | Total |
| ---- | -------------------- | --------------- | --------- | -- | ------ | ------ | ----- |
| 1    | Nafissatou Thiam     | Belgique        | 2016–2024 | 3  | 0      | 0      | 3     |
| 2    | Jackie Joyner-Kersee | États-Unis      | 1984–1992 | 2  | 1      | 0      | 3     |
| 3    | Jessica Ennis        | Grande-Bretagne | 2012–2016 | 1  | 1      | 0      | 2     |
| 4    | Denise Lewis         | Grande-Bretagne | 1996–2000 | 1  | 0      | 1      | 2     |
| 5    | Natallia Sazanovich  | Biélorussie     | 1996–2000 | 0  | 1      | 1      | 2     |
| 5    | Austra Skujytė       | Lituanie        | 2004–2012 | 0  | 1      | 1      | 2     |
| 7    | Kelly Sotherton      | Grande-Bretagne | 2004–2008 | 0  | 0      | 2      | 2     |

### Records

#### Record olympique
| Total     | Équivalence table actuelle | Athlète              | Lieu        | Date              | Record |
| --------- | -------------------------- | -------------------- | ----------- | ----------------- | ------ |
| 6 390 pts | 6 390 pts                  | Glynis Nunn          | Los Angeles | 4 août 1984       |        |
| 7 291 pts | 7 291 pts                  | Jackie Joyner-Kersee | Séoul       | 24 septembre 1988 | WR     |

#### Meilleures performances par épreuve aux Jeux olympiques
| Épreuve           | Performance  | Athlète                                    | Lieu           | Date              |
| ----------------- | ------------ | ------------------------------------------ | -------------- | ----------------- |
| 100 m haies       | 12 s 54      | Jessica Ennis-Hill                         | Londres        | 3 août 2012       |
| Saut en hauteur   | 1,98 m       | Nafissatou Thiam Katarina Johnson-Thompson | Rio de Janeiro | 12 août 2016      |
| Lancer du poids   | 17,31 m      | Austra Skujytė                             | Londres        | 3 août 2012       |
| 200 m             | 22 s 56      | Jackie Joyner-Kersee                       | Séoul          | 23 septembre 1988 |
| Saut en longueur  | 7,27 m       | Jackie Joyner-Kersee                       | Séoul          | 24 septembre 1988 |
| Lancer du javelot | 56,96 m      | Sofia Yfantidou                            | Londres        | 4 août 2012       |
| 800 m             | 2 min 4 s 20 | Anke Behmer                                | Séoul          | 24 septembre 1988 |

## Anciennes épreuves

### Hommes

#### Triathlon
Les épreuves composant le triathlon en 1904 étaient le saut en longueur, le lancer du poids et une course sur 100 yards.
| Édition | Or                          | Argent                  | Bronze                    |
| ------- | --------------------------- | ----------------------- | ------------------------- |
| 1904    | Max Emmerich (USA) 35,7 pts | John Grieb (USA) 34 pts | William Merz (USA) 32 pts |

#### Pentathlon
Les épreuves composant le pentathlon de 1912 à 1924 étaient le saut en longueur, le lancer du javelot, le 200 m, le lancer du disque et le 1500 m.
| Édition | Or                         | Argent                       | Bronze                       |
| ------- | -------------------------- | ---------------------------- | ---------------------------- |
| 1912    | Jim Thorpe 7 pts           | Ferdinand Bie 16 pts         | Frank Lukeman 24 pts         |
| 1912    | Jim Thorpe 7 pts           | James Donahue 24 pts         | Frank Lukeman 24 pts         |
| 1920    | Eero Lehtonen (FIN) 14 pts | Everett Bradley (USA) 24 pts | Hugo Lahtinen (FIN) 26 pts   |
| 1924    | Eero Lehtonen (FIN) 14 pts | Elemér Somfay (HUN) 16 pts   | Robert LeGendre (USA) 18 pts |

#### Décathlon (épreuves non officielles)
Les épreuves composant le décathlon en 1904 étaient le 100 yards, le lancer du poids, le saut en hauteur, le 880 yards marche, le lancer du marteau, le saut à la perche, le 120 yards haies, le lancer de marteau lourd (56 livres), le saut en longueur et le 1 mile.
| Édition | Or                        | Argent                    | Bronze                       |
| ------- | ------------------------- | ------------------------- | ---------------------------- |
| 1904    | Tom Kiely (GBR) 6 036 pts | Adam Gunn (USA) 5 907 pts | Truxton Hare (USA) 5 813 pts |